# Ernst Standhardt
Ernst Standhardt (25 de agosto de 1888, Haina, Alemania - 25 de agosto de 1967, Estancia Fitz Roy, Argentina) fue un destacado montañista y fotógrafo de paisaje alemán, conocido por haber dado su nombre al cerro Standhardt, que forma parte de los Andes.
Standhardt nació como hijo del molinero Johann Theodor Wilhelm Standhardt en la antigua Burgmühle de Haina, donde actualmente se encuentra una quesería. Tras el fallecimiento de su padre en 1901, la familia se mudó a Gotha en 1902. Standhardt completó una aprendizaje como talabartero y sirvió en la Marina Imperial alemana en el protectorado alemán de Kiautschou en China entre 1908 y 1911. Alrededor de 1912 emigró a Argentina, donde se hizo conocido como uno de los primeros fotógrafos de paisaje y guías de montaña. Su tumba se encuentra en la Estancia Fitz Roy, donde pasó sus últimos años. Esta granja está situada en el Parque Nacional Los Glaciares y actualmente no está en funcionamiento.
La biografía y el extenso trabajo fotográfico de Standhardt son partes fundamentales del libro Standhardt – Fotógrafo itinerante, publicado en Argentina en 2011.
En honor a Standhardt, se develó una placa conmemorativa el 25 de agosto de 2013 en su casa natal en Haina.